# Paula Poblete
Paula Poblete Maureira, née le 5 août 1978 à Santiago, est une économiste et femme politique chilienne. Entre le 11 mars et 25 août 2022, Paula Poblete est Sous-secrétaire à l'Évaluation sociale.
Entre le 25 août et 6 septembre 2022, elle est ministre du Développement social et de la Famille par intérim, à la suite de la démission de la ministre Jeanette Vega (es).
Depuis le 6 septembre, elle a repris ses fonctions en tant que Sous-secrétaire à l'Évaluation sociale.

## Biographie

### Parcours professionnel

#### Universitaire
Paula Poblete est née le 5 août 1978 à Santiago.
Paula Poblete est diplômé d'économie, avec mineure de sociologie de l'Université pontificale catholique du Chili et titulaire d'une maîtrise en politique publique de l'Université du Chili.

#### Professionnel
Concernant son expérience professionnelle, Paula Poblete a exercé dans le public et le privé, elle a travaillé comme chercheuse au Conseil National de la Culture et des Arts (CNCA) sous les gouvernements de Ricardo Lagos et de Michelle Bachelet entre septembre 2003 et février 2007.
Elle fut également analyste au Département des comptes nationaux de la Banque centrale du Chili de mars 2007 à avril 2010, et a travaillé comme chercheuse dans le domaine des études, projets et conseils de la société de conseil FOCUS entre mai et septembre 2013.
De mai 2014 à janvier 2022, elle a été directrice d'études pour l'organisation Comunidad Mujer, qui étudie les questions liées au travail, à la protection sociale et au genre.
Parallèlement, elle a été universitaire dans les universités de Valparaíso, Católica de Valparaíso, Adolfo Ibáñez et Diego Portales dans les chaires d'économie et d'écart entre les sexes.

### Parcours politique

#### Militante
Paula Poblete est membre du parti Révolution démocratique (RD), dont elle fut secrétaire générale entre 2017 et 2019. Elle est également membre de la Fundación 99 et de la Fundación Rumbo Colectivo, cette dernière étant le principal groupe de réflexion du parti.
En octobre 2021, elle rejoint le Conseil académique économique de la campagne présidentielle du candidat d'Approbation dignité Gabriel Boric, avant l'élection présidentielle de 2021.

#### Sous-secrétaire puis Ministre
En février 2022, elle est nommée par le président Gabriel Boric, en tant que Sous-secrétaire à l'Évaluation sociale, fonction qu'elle a assumée le 11 mars, avec le début du gouvernement Boric.
Après la démission de Jeanette Vega (es), le 25 août 2022, Paula Poblete est nommée ministre du Développement social par intérim par Gabriel Boric.
À la suite du remaniement du 6 septembre au sein du gouvernement de Gabriel Boric, Paula Poblete termine son intérim et retourne au sous-secrétariat à l'Évaluation sociale, désormais auprès du nouveau ministre du Développement social Giorgio Jackson (es).